# 國臺對照活用辭典
國臺對照活用辭典（臺羅：Kok-tâi tuè-tsiàu hua̍t-iōng sî-tén）是語言學家吳守禮的著作，全書收錄近一萬三千字，約六萬條詞目，總字數近五百萬字。字典分上、下兩冊，於2000年8月11日由遠流出版事業股份有限公司出版。。
2015年，吳守禮的財產法定繼承人（即其六位子女）授權代表人與中華民國維基媒體協會簽訂授權合約，允許台灣分會將全書資料化，並以CC-BY-SA的開放授權方式，公開在網路上。目前成果有維基文庫 （页面存档备份，存于）、靜態網頁版 （页面存档备份，存于）和Github示範原碼（页面存档备份，存于）等。